# Осадчий Петро Семенович
Петро́ Семе́нович Оса́дчий (22 лютого 1866, с. Шубівка Київський повіт Київська губернія — 21 травня 1943) — російський та радянський науковець, один з організаторів телефонного, телеграфного та радіозв'язку в Російської імперії, один із розробників та втілювачів плану ДЕЕЛРО. Заступник голови Держплану СРСР (1921).

## Біографія
Народився 22 лютого 1866 року у селі Шубівка на Київщина (нині Обухівського району, Київської області).
1885 року закінчив навчання в додатковому класі хімічно-технічного відділення Білоцерківського реального училища.
1889 року одним з перших закінчує Санкт-Петербурзьке технічне училище Поштово-телеграфного відомства, працює молодшим механіком Санкт-Петербурзької поштово-телеграфної округи — до 1893. Сучасно викладав в технічному училищі — 1891 року перейменовано в Електротехнічний інститут — працює в ньому до 1926 року.
Був одним із розробників системи підготовки спеціалістів у галузі електротехніки та фізики.
1893 — ординарний професор, завідує кафедрою електричних телеграфів.
У 1893—1915 роках — відповідальний співробітник та помічник начальника Центрального поштового та телеграфного управління. Від 1894 року — член Російського технічного товариства.
У 1896—1914 роках викладав техніку слабких струмів у Вищій електротехнічній школі з підготовки військових спеціалістів.
1906 року при заснуванні премії імені О. С. Попова входить до складу комісії з її присудження, до якої увійшли також Павло Войнаровський, Микола Єгоров, Олександр Кракау, Олександр Петровський, Олександр Реммерт, Микола Смирнов, Михайло Шателен.
1916—1921 роки — головуючий електротехнічного відділу Російського технічного товариства; учасник електротехнічних з'їздів. Член Ради з розробки плану ДЕЕЛРО.
1918 року його зусиллями організовано електротехнічний факультет, яким й керує до 1926 року, одночасно до 1924 року керує Ленінградським електротехнічним інститутом імені В. І. Леніна.
У листопаді 1918 та вересні 1919 року був арештований у «справі кадетів».
Протягом 1920—1921 років співпрацював із Максимом Горьким, який згодом прилучив його до праці в журналі «Наші досягнення» (після засудження Осадчого у 1930-х роках Горький викреслив його прізвище із записника).
1919 року очолив Центральний електротехнічний комітет (утворений 1918 при Вищій раді народного господарства Радянської Росії).
1921 року в часі Кронштадського повстання арештований як неблагонадійний — «справа В. Н. Таганцева», Ленін звертається в Петроградську ЧК, 21 травня звільнений.
1921 — заступник голови Держплану, займався координацією розвитку енергетики в СРСР.
1927 року очолює експертну комісію при Комітеті по спорудженню Волго-Донського каналу. 
1928 — голова технічної ради Дніпробуду.
1929 — член ВЦВК.
У жовтні 1930 року арештований у «справі промпартії» в залі суду при наданні свідчень. 18 травня 1931 року засуджений до розстрілу, котрий замінено на заслання в табори.
1935 року достроково звільнений, 1937 року знята судимість.
Посмертно реабілітований 1989 року.
Написав низку праць у царині теорії та організування електро- та радіозв'язку.
Серед робіт — «Волго-Донська магістраль та її народно-господарське значення», 1929.